# انتخابات الرئاسة السريلانكية 1994
انتخابات الرئاسة السريلانكية 1994 هي الانتخابات الرئاسية التي جرت في 9 نوفمبر 1994، لانتخاب رئيس سريلانكا، فاز بالانتخابات تشاندريكا كماراتونغا.